# Linia kolejowa Bautzen – Bad Schandau
Linia kolejowa Bautzen – Bad Schandau – linia kolejowa w Niemczech, w kraju związkowym Saksonia. Biegnie od Budziszyna przez Wilthen, Neukirch/Lausitz, Neustadt in Sachsen, Sebnitz do Bad Schandau. Odcinek od Budziszyna do Neukirch (Lausitz) West jest klasyfikowana jako linia główna, reszta trasy jako linia drugorzędna. Dzisiaj w użyciu są tylko odcinki Wilthen – Oberottendorf i Neustadt – Bad Schandau.